# Driving MIX
『Driving MIX』（ドライビング・ミックス）は、2013年12月25日にavex traxから発売されたAAAの3枚目のリミックスアルバム。

## 解説
- リミックスアルバムとしては、前作『AAA REMIX 〜non-stop all singles〜』から、約4年ぶりのリリース。
- リミックスアルバムでは初のCD2枚組。
- 「Driving MIX」という名の通り、ドライブを楽しませてくれる、アッパーチューンやパーティチューンを中心にノンストップミックスになっている。

## 収録曲
CD
1. PARTY IT UP(PLAY IT ALL NIGHT REMIX) (2:20)
2. Break Down (2:30)
3. Still Love You(Remo-con Remix) (2:27)
4. Heart and Soul (3:01)
5. Let it beat! (2:09)
6. Hide-away(dino starr Mix) (3:27)
7. Break your name(Break the limit Mix)/西風雲 (1:39)
8. MASK (3:18)
9. BLOOD on FIRE (2:00)
10. 最強Babe (2:44)
11. Rising Sun (3:05)
12. PARADISE (2:08)
13. 恋しさと せつなさと 心強さと (2:39)
14. Believe own way (3:48)
15. Mosaic (2:35)
16. HORIZON (2:15)
17. Jamboree!! (2:01)
18. Winter lander!! (3:12)
19. MUSIC!!! (3:31)
20. Get チュー! (2:25)
21. 777 〜We can sing a song!〜 (2:45)
22. Brand New World (2:53)
23. CALL(DJ OMKT & MJ Remix) (2:23)
24. good day(Shohei Matsumoto EDM Remix) (2:09)
25. Overdrive (3:32)

CD 初回限定生産盤(DISC2)
- 2013年9月22日にさいたまスーパーアリーナで行われたツアーライブ「AAA TOUR 2013 Eighth Wonder」のライブ音源が収録されている。

1. Sorry, I... (4:04)
2. I KNOW,YOU KNOW (4:07)
3. CALL (5:38)
4. One Night Animal (2:31)
5. Jamboree!! (2:41)
6. 恋音と雨空 (5:17)
7. good day (5:02)
8. 777 〜We can sing a song!〜 (4:32)
9. Love Is In The Air (4:31)
10. PARTY IT UP (4:43)